# Казакевичевське сільське поселення
Казаке́вичевське сільське поселення (рос. Казакевичевское сельское поселение) — сільське поселення у складі Хабаровського району Хабаровського краю Росії.
Адміністративний центр та єдиний населений пункт — село Казакевичево.

## Населення
Населення сільського поселення становить 785 осіб (2019; 824 у 2010, 1503 у 2002).